# الغفرة (الضالع)
الغفرة هي إحدى قرى الجمهورية اليمنية. وهي تتبع جغرافيًا لمحافظة الضالع. وإداريًا لمديرية جبن. يبلغ تعداد سكانها 1132 نسمة حسب الإحصاء الذي جرى عام 2004.